# Doba (Satu Mare)
Doba (in ungherese Szamosdob) è un comune della Romania di 2 773 abitanti, ubicato nel distretto di Satu Mare, nella regione storica della Transilvania. 
Il comune è formato dall'unione di 5 villaggi: Boghiș, Dacia, Doba, Paulian, Traian.